# Cariangué
Cariangué, también conocido como Carrané o Caru Agé fue un lonco o cacique ranquel que tuvo extensa participación en las guerras de la frontera entre indígenas y rioplatenses, en lo que hoy es la Argentina, hasta que cayó prisionero en 1836.
Era hijo de un lonco menor llamado Caruán, su nombre significaba "cara verde", y la primera mención a su nombre es de 1787, en que coincidió en Salinas Grandes con una expedición enviada desde Buenos Aires en busca de sal. En los años siguientes tuvo participación en la «guerra pehuenche», y probablemente él mismo fuera de origen pehuenche, aunque vivía en la actual provincia de La Pampa. Se estableció en la laguna Chilihué, cerca de las Salinas, donde más tarde tendrá su refugio principal Calfucurá; para el tiempo en que allí estuvo Cariangué, vivían cerca de la misma laguna los boroganos.
Fue uno de los líderes que se unieron a José Miguel Carrera en sus malones del año 1820, incluyendo la destrucción de Salto. Dirigió algunos malones sobre las provincias de Córdoba y San Luis, pero en 1825 suscribió un tratado de paz con estas dos, y también con la de Buenos Aires; ese tratado fue firmado por un gran número de caciques ranqueles. Por su tiempo, el único otro jefe ranquel de alguna importancia fue Yanquetruz. En 1833, junto con el lonco Pichún, hijo de Yanquetruz, hizo frente a la campaña de Rosas al desierto, y casi con seguridad participó en la batalla de Las Acollaradas. Al año siguiente se produjo la masacre de Masallé, en que los borogas fueron destruidos por los huilliches de Calfucurá. Un mes más tarde, las fuerzas de frontera de San Luis lograron llegar a las lagunas de reserva ranquel, como Poitahué, Leuvucó o Trenel, en un ataque combinado con las tropas de Mendoza; los toldos de Cariangué fueron destruidos y saqueados; se rescataron cautivas y cautivos. El gobernador de Mendoza, José Félix Aldao, trataba por todos los medios de atraerse a Cariangué, para debilitar las fuerzas de Yanquetruz.
El 12 de mayo de 1836, Cariangé se rindió a las tropas de San Luis, debido a que casi toda su familia había sido secuestrada por los blancos. Fue enviado al gobernador Juan Manuel de Rosas, que afirmó en varias cartas de esos días que lo tenía listo para ser fusilado. Sin embargo, no volvió a aparecer en la historia ni existen registros de que haya sido ejecutado.